# میهای ایوانچسکو
میهای ایوانچسکو (رومانیایی: Mihai Ivăncescu؛ ۲۲ مارس ۱۹۴۲ – ۱ فوریهٔ ۲۰۰۴) بازیکن فوتبال اهل رومانی بود.
وی همچنین در تیم ملی فوتبال رومانی بازی کرده‌است.